# کودی (وایومینگ)
کودی(به انگلیسی: Cody) شهری در ایالت وایومینگ کشور ایالات متحده آمریکا است که جمعیت آن در سرشماری سال ۲۰۱۰ میلادی، ۹٬۵۲۰ نفر بوده‌است.